# Saison 1 de Drag Race Holland
La première saison de Drag Race Holland est diffusée pour la première fois le 18 septembre 2020 sur la chaîne Videoland aux Pays-Bas et sur WOW Presents Plus à l'international. Les juges principaux sont Fred van Leer, Nikkie Plessen, Claes Iversen et Sanne Wallis de Vries,.  
La gagnante de la saison remporte une couronne de la part de Fierce Drag Jewels, un photoshoot pour la couverture de Cosmopolitan et une robe haute couture d'une valeur de 18 000 euros de Claes Iversen.
La gagnante de la première saison de Drag Race Holland est Envy Peru, avec Janey Jacké comme seconde.
Janey Jacké participe à la première saison de RuPaul's Drag Race: UK Versus the World.

## Candidates
Les candidates de la première saison de Drag Race Holland sont :
(Les noms et les âges donnés sont ceux annoncés au moment de la compétition.)
|            |                   | Nom                     | Âge | Résidence                                    | Classement      |
| ---------- | ----------------- | ----------------------- | --- | -------------------------------------------- | --------------- |
| Candidates | Envy Peru         | Boris Itzkovich Escobar | 31  | Amsterdam, Hollande-Septentrionale, Pays-Bas | Gagnante        |
| Candidates | Janey Jacké       | Justin Mooijer          | 28  | La Haye, Hollande-Méridionale, Pays-Bas      | Seconde         |
| Candidates | Ma'Ma Queen       | Dennis Bijleveld        | 30  | Rotterdam, Hollande-Méridionale, Pays-Bas    | 3ème/4ème place |
| Candidates | Miss Abby OMG     | Henrique dos Santos     | 25  | Bréda, Brabant-Septentrional, Pays-Bas       | 3ème/4ème place |
| Candidates | ChelseaBoy        | Brian van der Heijden   | 26  | Amsterdam, Hollande-Septentrionale, Pays-Bas | 5ème place      |
| Candidates | Sederginne        | Serge Quik              | 26  | Anvers, Flandre, Belgique                    | 6ème place      |
| Candidates | Madame Madness    | Rowan Gerritsen         | 24  | Rotterdam, Hollande-Méridionale, Pays-Bas    | 7ème place      |
| Candidates | Megan Schoonbrood | Michael Schoonbrood     | 32  | Rotterdam, Hollande-Méridionale, Pays-Bas    | 8ème place      |
| Candidates | Patty Pam-Pam     | Pieter Roberts          | 34  | Amsterdam, Hollande-Septentrionale, Pays-Bas | 9ème place      |
| Candidates | Roem              | Willem Pasterkamp       | 21  | Tilbourg, Brabant-Septentrional, Pays-Bas    | 10ème place     |

## Progression des candidates
|            |                   | Épisode | Épisode | Épisode | Épisode | Épisode | Épisode | Épisode | Épisode  |
| 1          | 2                 | 3       | 4       | 5       | 6       | 7       | 8       |         |          |
| ---------- | ----------------- | ------- | ------- | ------- | ------- | ------- | ------- | ------- | -------- |
| Candidates | Envy Peru         | SAFE    | WIN     | SAFE    | WIN     | WIN     | WIN     | SAFE    | GAGNANTE |
| Candidates | Janey Jacké       | WIN     | SAFE    | SAFE    | SAFE    | HIGH    | BTM2    | WIN     | SECONDE  |
| Candidates | Ma'Ma Queen       | LOW     | SAFE    | WIN     | BTM3    | LOW     | LOW     | BTM2    | ÉLIMINÉE |
| Candidates | Miss Abby OMG     | SAFE    | HIGH    | BTM2    | BTM3    | BTM2    | HIGH    | BTM2    | ÉLIMINÉE |
| Candidates | ChelseaBoy        | HIGH    | SAFE    | HIGH    | HIGH    | HIGH    | ELIM    |         | INVITÉE  |
| Candidates | Sederginne        | HIGH    | HIGH    | HIGH    | HIGH    | ELIM    |         |         | INVITÉE  |
| Candidates | Madame Madness    | SAFE    | BTM2    | LOW     | ELIM    |         |         |         | INVITÉE  |
| Candidates | Megan Schoonbrood | BTM2    | LOW     | ELIM    |         |         |         |         | INVITÉE  |
| Candidates | Patty Pam-Pam     | SAFE    | ELIM    |         |         |         |         |         | INVITÉE  |
| Candidates | Roem              | ELIM    |         |         |         |         |         |         | INVITÉE  |

 La candidate a gagné Drag Race Holland.
 La candidate est arrivée seconde.
 La candidate a gagné le défi.
 La candidate a reçu des critiques positives des juges et a été déclarée sauve.
 La candidate a reçu des critiques des juges mais a été déclarée sauve.
 La candidate a reçu des critiques négatives des juges mais a été déclarée sauve.
 La candidate a été en danger d'élimination.
 La candidate a été éliminée.

## Lip-syncs
| Épisode | Candidates en danger d'élimination               | Candidates en danger d'élimination               | Candidates en danger d'élimination               | Chanson                                                        | Élimination       |
| ------- | ------------------------------------------------ | ------------------------------------------------ | ------------------------------------------------ | -------------------------------------------------------------- | ----------------- |
| 1       | Megan Schoonbrood                                | vs.                                              | Roem                                             | "Express Yourself" (Madonna)                                   | Roem              |
| 2       | Madame Madness                                   | vs.                                              | Patty Pam-Pam                                    | "Roar" (Katy Perry)                                            | Patty Pam-Pam     |
| 3       | Miss Abby OMG                                    | vs.                                              | Megan Schoonbrood                                | "Why Tell Me Why" (Anita Meyer)                                | Megan Schoonbrood |
| 4       | Madame Madness vs. Ma'Ma Queen vs. Miss Abby OMG | Madame Madness vs. Ma'Ma Queen vs. Miss Abby OMG | Madame Madness vs. Ma'Ma Queen vs. Miss Abby OMG | "I Wanna Dance With Somebody (Who Loves Me)" (Whitney Houston) | Madame Madness    |
| 5       | Miss Abby OMG                                    | vs.                                              | Sederginne                                       | "Girl" (Anouk)                                                 | Sederginne        |
| 6       | ChelseaBoy                                       | vs.                                              | Janey Jacké                                      | "9 to 5" (Dolly Parton)                                        | ChelseaBoy        |
| 7       | Ma'Ma Queen                                      | vs.                                              | Miss Abby OMG                                    | "Stronger (What Doesn't Kill You)" (Kelly Clarkson)            | Aucune            |
| 8       | Envy Peru                                        | vs.                                              | Janey Jacké                                      | "Born This Way" (Lady Gaga)                                    | Janey Jacké       |

 La candidate a été éliminée après sa première fois en danger d'élimination.
 La candidate a été éliminée après sa deuxième fois en danger d'élimination.
 La candidate a été éliminée lors du lip-sync final.

## Juges invités
Cités par ordre chronologique :
- Nikkie de Jager, YouTubeuse et maquilleuse néerlandaise[2] ;
- Roxeanne Hazes, chanteuse néerlandaise[2] ;
- Rick Paul van Mullingen, acteur néerlandais[2] ;
- Amber Vineyard, ambassadrice néerlandaise[2] ;
- Carlo Boszhard, présentateur télévisé néerlandais[2] ;
- Ruth Jacott, chanteuse néerlandaise[2] ;
- Loiza Lamers, mannequin néerlandaise[2] ;
- Raven van Dorst[Note 1], chanteur et présentateur télévisé néerlandais[2] ;
- Edsilia Rombley, chanteuse néerlandaise[2].

### Invités spéciaux
Certains invités apparaissent dans les épisodes, mais ne font pas partie du panel de jurés.
Épisode 1
- Jasper Suyk, photographe néerlandais.

Épisode 2
- Olga Commandeur, présentatrice télévisée néerlandaise.

Épisode 4
- Diva Mayday, drag queen néerlandaise.

Épisode 5
- Rob Jacobs, photographe néerlandais ;
- Monica Geuze, vloggeuse néerlandaise.

Épisode 6
- Niek Marijnissen, personnalité télévisée néerlandaise.

Épisode 7 et 8
- Gerald & Frank, chorégraphes néerlandais.

## Épisodes
| 1 | Miss Abby OMG | 3 | Janey Jacké       | 5 | Madame Madness | 7 | Sederginne  | 9  | Patty Pam-Pam |
| 2 | ChelseaBoy    | 4 | Megan Schoonbrood | 6 | Roem           | 8 | Ma'Ma Queen | 10 | Envy Peru     |

| Candidate   | ChelseaBoy       | Envy Peru          | Janey Jacké        | Madame Madness | Ma'Ma Queen  | Megan Schoonbrood | Miss Abby OMG            | Patty Pam-Pam   | Roem           | Sederginne                  |
| Inspiration | Reine des Aliens | Máxima Zorreguieta | Reine des abeilles | Reine de cœur  | Vierge Marie | Diana Ross        | Reine du carnaval de Rio | Freddie Mercury | Reine-sorcière | Marie-Antoinette d'Autriche |

| Équipe        | Spice Up Your Sexlife | Spice Up Your Sexlife | Gym Club 69   | Gym Club 69       |
| Chef d'équipe | ChelseaBoy            | ChelseaBoy            | Envy Peru     | Envy Peru         |
| Candidates    | ChelseaBoy            | Janey Jacké           | Envy Peru     | Megan Schoonbrood |
| Candidates    | Madame Madness        | Ma'Ma Queen           | Patty Pam-Pam | Sederginne        |
| Candidates    | Miss Abby OMG         |                       |               |                   |

| Candidate   | ChelseaBoy      | Envy Peru              | Janey Jacké    | Madame Madness                 | Ma'Ma Queen | Megan Schoonbrood | Miss Abby OMG | Patty Pam-Pam   | Sederginne      |
| Inspiration | "Spray of Life" | Femme au foyer pop art | Extraterrestre | Portrait d'Adele Bloch-Bauer I | Chakras     | Crème glacée      | Arc-en-ciel   | La Nuit étoilée | Jackson Pollock |

| Équipe        | La fille prodigieuse | La fille prodigieuse | La meurtrière | La meurtrière |
| Chef d'équipe | Madame Madness       | Madame Madness       | Sederginne    | Sederginne    |
| Candidates    | Janey Jacké          | Madame Madness       | ChelseaBoy    | Envy Peru     |
| Candidates    | Megan Schoonbrood    | Miss Abby OMG        | Ma'Ma Queen   | Sederginne    |

| Équipe        | Équipe 1      | Équipe 1    | Équipe 2    | Équipe 2       |
| Chef d'équipe | Ma'Ma Queen   | Ma'Ma Queen | Sederginne  | Sederginne     |
| Candidates    | ChelseaBoy    | Ma'Ma Queen | Envy Peru   | Madame Madness |
| Candidates    | Miss Abby OMG |             | Janey Jacké | Sederginne     |

| Candidates     | Inspiration du défilé   | Qui doit se battre pour sa place ce soir ? |
| ChelseaBoy     | Coffre au trésor        | Madame Madness, Miss Abby OMG              |
| Envy Peru      | Studio 54               | Madame Madness, Miss Abby OMG              |
| Janey Jacké    | Certains l'aiment chaud | Madame Madness, Miss Abby OMG              |
| Madame Madness | Chandelier              | Madame Madness, Miss Abby OMG              |
| Ma'Ma Queen    | Black Panther           | Madame Madness, Miss Abby OMG              |
| Miss Abby OMG  | Sparkling Diamonds      | Madame Madness, Sederginne                 |
| Sederginne     | Nounou super-glam       | Madame Madness, Miss Abby OMG              |

| Candidate                       | ChelseaBoy | Envy Peru   | Janey Jacké   | Ma'Ma Queen     | Miss Abby OMG | Sederginne |
| Snatch Game Choix de personnage | Joe Exotic | Patty Brard | Anny Schilder | Raven van Dorst | Michella Kox  | Mega Mindy |

| Candidate     | Maxima: The Rusical | Maxima: The Rusical   | Défilé                 | Défilé               | Défilé                                  | Qui doit partir ce soir ? |
| Candidate     | Ordre               | Rôle                  | Tenue de plage         | Robe de cocktail     | Robe de soirée                          | Qui doit partir ce soir ? |
| ------------- | ------------------- | --------------------- | ---------------------- | -------------------- | --------------------------------------- | ------------------------- |
| Envy Peru     | 3                   | Máxima, la fiancée    | Entering Stargate      | Traveling Lightyears | Arriving Interstellar Highness          | Miss Abby OMG             |
| Janey Jacké   | 2                   | Máxima, la tentatrice | South Beach Realness   | Celebrity Cocktail   | A Patriotric Night                      | Miss Abby OMG             |
| Ma'Ma Queen   | 4                   | Máxima, la reine      | Swimming in a Daydream | Extra Ma'Martini     | Finding the Future by Looking Backwards | Envy Peru                 |
| Miss Abby OMG | 1                   | Máxima, la fêtarde    | Punk Beach             | Abby Airlines        | The Queen of Tulle                      | —                         |

| Candidate                              | Envy Peru           | Janey Jacké   | Ma'Ma Queen   | Miss Abby OMG       |
| Nombre de victoires                    | 4                   | 2             | 1             | 0                   |
| Épisode(s)                             | Épisodes 2, 4, 5, 6 | Épisodes 1, 7 | Épisode 3     | –                   |
| Nombre de fois en danger d'élimination | 0                   | 1             | 2             | 4                   |
| Épisode(s)                             | —                   | Épisode 6     | Épisodes 4, 7 | Épisodes 3, 4, 5, 7 |